# Sistema de numeração hexatrigesimal
O sistema de numeração hexatrigesimal (também chamado de base 36 e sistema alfanumérico) é um sistema numérico formado por algarismos arábicos de 0 a 9 e de letras do alfabeto latino de A à Z, ex: 1, 2, 3, 4, 5, 6, 7, 8, 9, A, B, C, D, E, F, G, H, I, J, K, L, M, N, O, P, Q, R, S, T, U, V, W, X, Y, Z (lembre-se que as letras podem ser maiúsculas ou minúsculas). 
No contexto da computação este sistema seria não uma boa alternativa para sistemas binário, ou qualquer outro {\displaystyle 2^{n}}. isso ocorre porque uma palavra de um certo tamanho {\displaystyle n} pode ter um tratamento mais intuitivo por parte dos humanos se escrito em base {\displaystyle 2^{n}} ou usando várias bases {\displaystyle 2^{m}} de modo que seu produto seja {\displaystyle 2^{n}}. assim a palavra 1111 pode ser sintetizada como  (F)16 usando apenas um caractere hexadecimal. Claramente não existe {\displaystyle n} natural que permita que{\displaystyle 2^{n}=36}, então o sistema alfanumérico não pode ser usado para esse fim. Por outro lado, o sistema alfanumérico pode ser uma alternativa a outros sistemas de base menores ao numerar ou identificar os objetos de um conjunto, uma vez que a mesma quantidade pode ser representada com uma cadeia de símbolos mais curta. Um exemplo disso pode ser o seu uso na atribuição de números de patentes, ignorando a exclusão de certos símbolos ou palavras por motivos visuais ou outros ou outro tipo de palavra alfanumérica que identifique qualquer objeto. Assim, o número de patente atribuído a um veículo pode ser (RT5183) 36 em vez de seu equivalente decimal mais longo e difícil de memorizar (1681530483) 10. O princípio anterior pode ser estendido usando outros sistemas como a base 64, mas pode ser menos intuitivo para uso por humanos devido à existência de caracteres alfabéticos em letras maiúsculas e minúsculas e outros caracteres de preenchimento quando o número de caracteres alfabéticos é insuficiente.
| Decimal | Binario | Hexadecimal | Alfanumérico |
| ------- | ------- | ----------- | ------------ |
| 0       | 0       | 0           | 0            |
| 1       | 1       | 1           | 1            |
| 2       | 10      | 2           | 2            |
| 3       | 11      | 3           | 3            |
| 4       | 100     | 4           | 4            |
| 5       | 101     | 5           | 5            |
| 6       | 110     | 6           | 6            |
| 7       | 111     | 7           | 7            |
| 8       | 1000    | 8           | 8            |
| 9       | 1001    | 9           | 9            |
| 10      | 1010    | A           | A            |
| 11      | 1011    | B           | B            |
| 12      | 1100    | C           | C            |
| 13      | 1101    | D           | D            |
| 14      | 1110    | E           | E            |
| 15      | 1111    | F           | F            |
| 16      | 10000   | 10          | G            |
| 17      | 10001   | 11          | H            |
| 18      | 10010   | 12          | I            |
| 19      | 10011   | 13          | J            |
| 20      | 10100   | 14          | K            |
| 21      | 10101   | 15          | L            |
| 22      | 10110   | 16          | M            |
| 23      | 10111   | 17          | N            |
| 24      | 11000   | 18          | O            |
| 25      | 11001   | 19          | P            |
| 26      | 11010   | 1A          | Q            |
| 27      | 11011   | 1B          | R            |
| 28      | 11100   | 1C          | S            |
| 29      | 11101   | 1D          | T            |
| 30      | 11110   | 1E          | U            |
| 31      | 11111   | 1F          | V            |
| 32      | 100000  | 20          | W            |
| 33      | 100001  | 21          | X            |
| 34      | 100010  | 22          | Y            |
| 35      | 100011  | 23          | Z            |
| 36      | 100100  | 24          | 10           |
| 37      | 100101  | 25          | 11           |
| 38      | 100110  | 26          | 12           |